# Castelo de Alcoutim

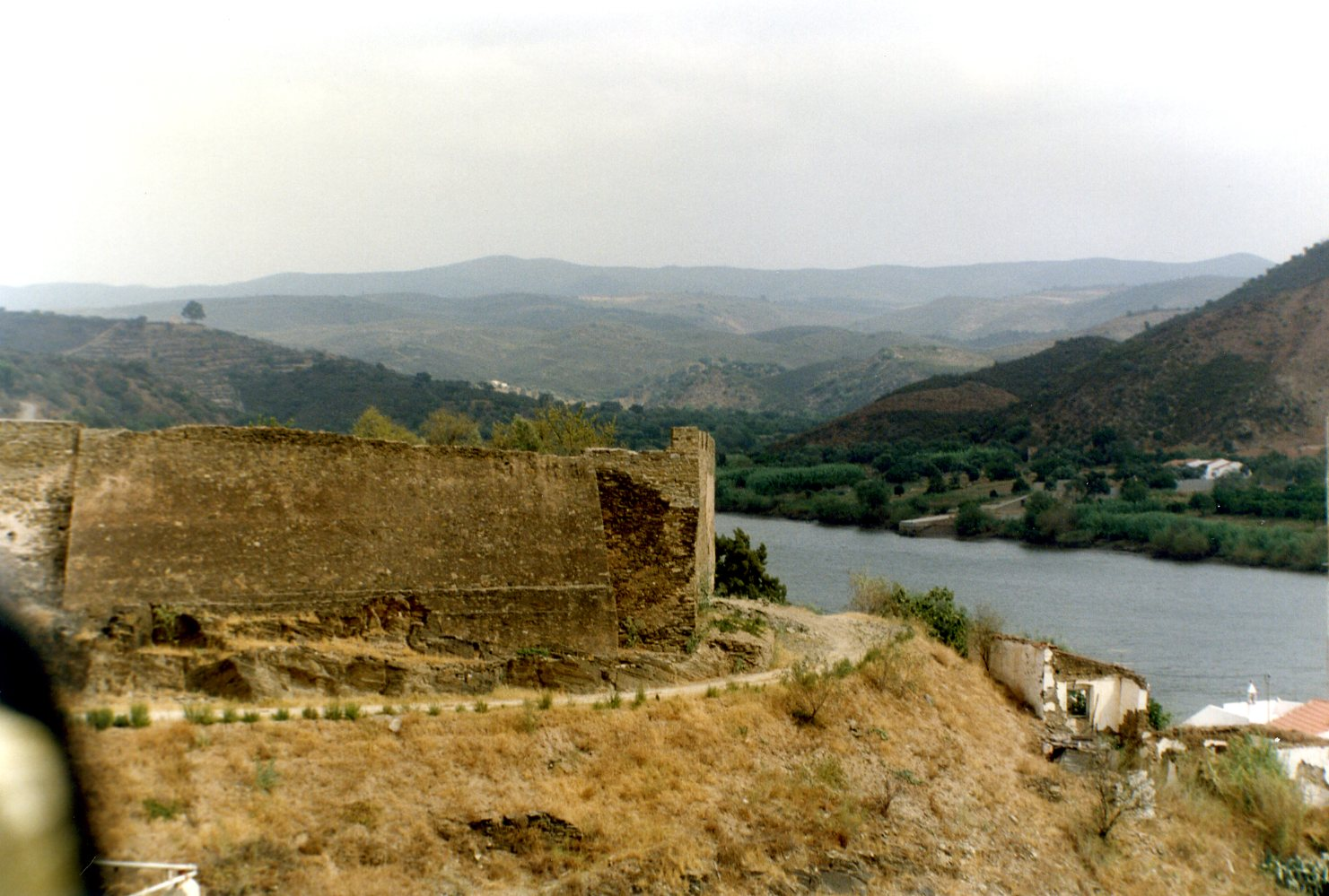
Castelo de Alcoutim: vista sobre o rio Guadiana.

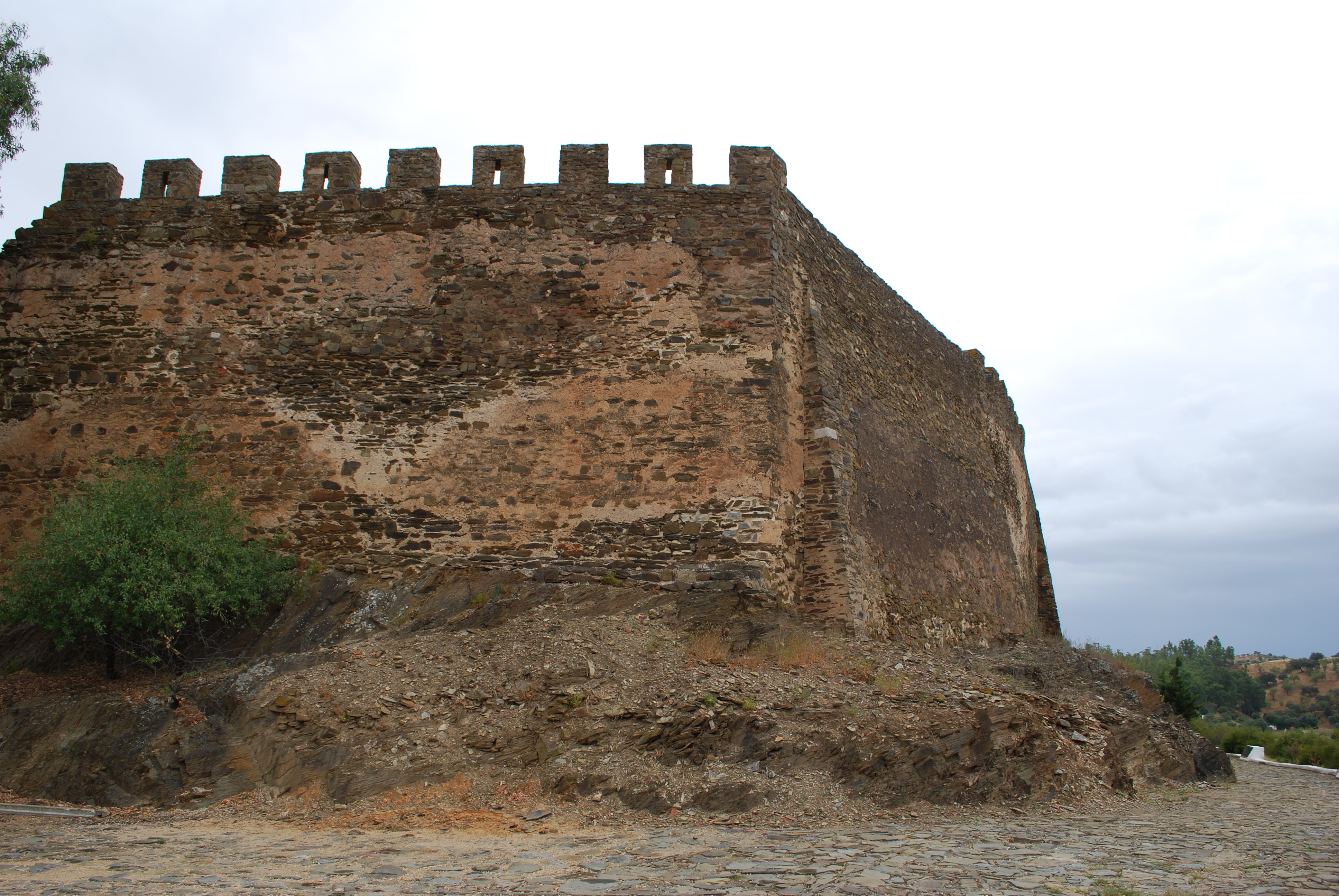
Castelo de Alcoutim: aspecto das antigas muralhas.

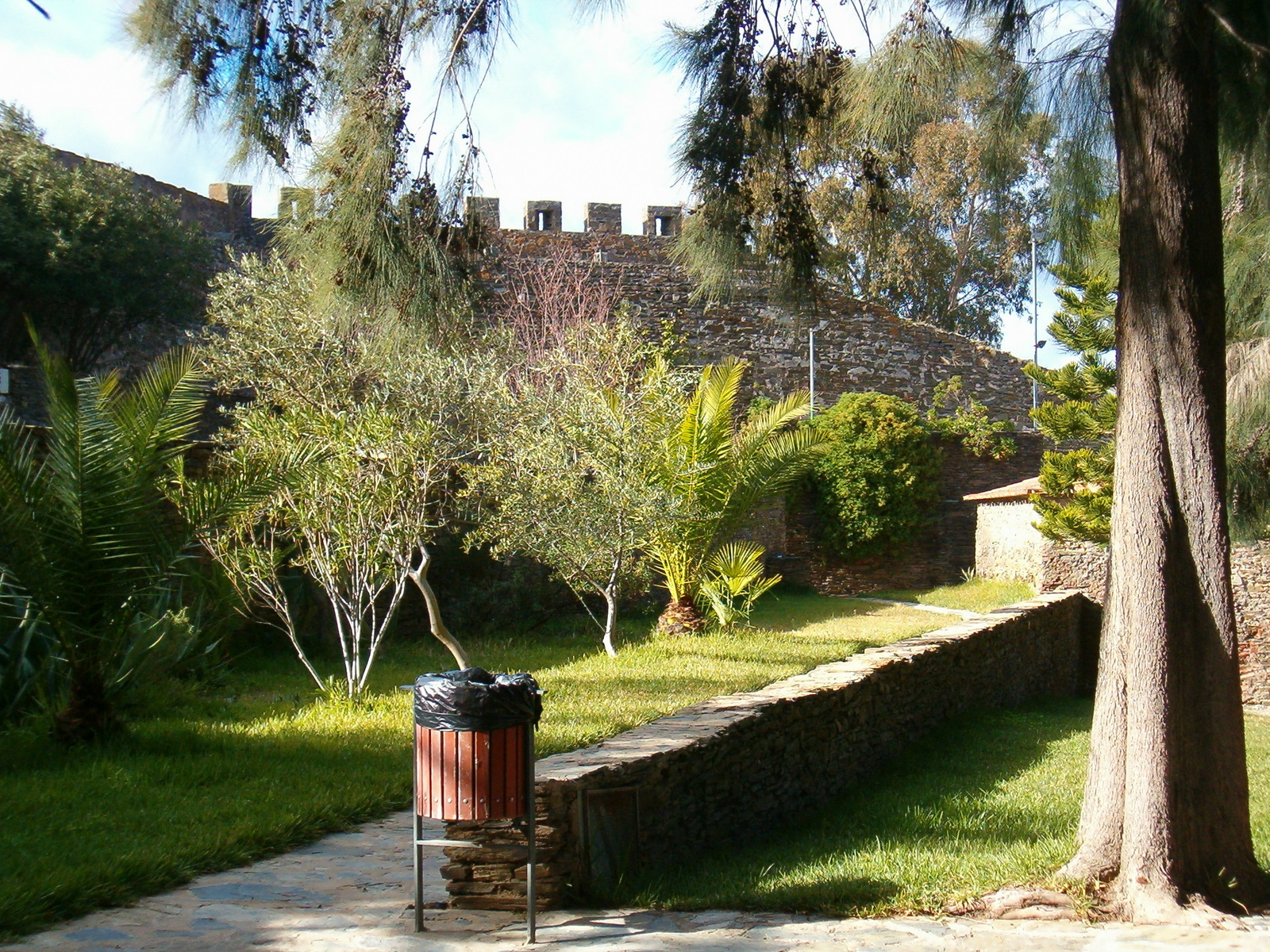
castelo de alcoutim

O Castelo de Alcoutim, também referido como Castelo Novo ou Fortaleza de Alcoutim, no Algarve, localiza-se na freguesia de Alcoutim e Pereiro, na vila  e Município de Alcoutim, no Distrito de Faro, em Portugal.
Vigiando a travessia da linha aquática de fronteira, o Castelo de Alcoutim ergue-se em posição dominante sobre uma colina ao sul da povoação, na margem direita da ribeira de São Marcos, na sua confluência com o rio Guadiana. Na margem oposta deste, pode ser observado o Castelo de Sanlúcar de Guadiana, em território da Espanha.
O Castelo de Alcoutim está classificado como Imóvel de Interesse Público desde 1993.

## História

### Antecedentes
As pesquisas arqueológicas preliminares, efetuadas no interior do recinto do castelo, indicam que a ocupação humana deste sítio remonta à pré-história, tendo sido identificados vestígios da posterior Invasão romana da Península Ibérica.
Durante o período muçulmano, a defesa concentrou-se não neste trecho do Guadiana, mas em outro, a cerca de um quilômetro ao Norte da atual povoação, conhecido como Castelo Velho de Alcoutim, abandonado em algum momento entre os séculos XI e XII.

### O castelo medieval
À época da Reconquista cristã, a região foi conquistado pelas forças de D. Sancho II (1223-1248) em 1240. Visando incrementar o povoamento e defesa desses domínios, o soberano privilegiou o sítio da atual vila, para cuja defesa se erigiu um novo castelo, de raiz, tendo esses trabalhos se prolongado pela segunda metade do século XIII.
Sob o reinado de D. Dinis (1279-1325), a povoação recebeu a sua Carta de Foral (1304). Data deste período a ampla cintura de muralhas, na qual se rasgam três portas: a do Guadiana, a de Tavira e a de Mértola, dispostas segundo a orientação geográfica correspondente.
Nas dependências deste castelo foi assinado o Tratado de Alcoutim (31 de Março de 1371), entre os reis D. Fernando (1367-1383) e D. Henrique II de Castela, encerrando a chamada primeira guerra Fernandina.
Sob o reinado de D. Manuel (1495-1521), o castelo foi reconstruído e as suas prováveis características góticas foram modernizadas. Foi retratado por Duarte de Armas em seu Livro das Fortalezas (c. 1509) com planta quadrangular, sem torres dominantes nem adossadas aos vértices dos muros, nem no interior do recinto, com uma única porta, aberta ao centro de um dos alçados. As suas muralhas são uniformemente ameadas e, no interior, existiam alguns edifícios de apoio, as fundações de alguns dos quais reveladas pelas pesquisas arqueológicas. Era seu alcaide, à época (1496-1512), o marquês de Vila Real.

### A Guerra da Restauração da Independência
Uma inscrição epigráfica sobre a porta de Tavira, indica que, no contexto da Guerra da Restauração da independência portuguesa, o rei D. Afonso VI (1656-1667), procedeu-lhe a melhoramentos nas defesas, visando adaptá-la aos modernos tiros de artilharia. Além da reforma parcial de suas muralhas, edificou-se um patamar saliente voltado para a povoação fronteiriça espanhola de Sanlúcar de Guadiana, tendo a fortificação participado ativamente das lutas.
No século XVIII, uma planta de autoria do engenheiro militar José Sande de Vasconcelos revela o avançado estado de ruína do castelo. Sem função militar, foi abandonado, tendo posteriormente as suas dependências sido utilizadas como açougue em 1878.

### Do século XX aos nossos dias
Na década de 1960, o monumento foi alvo de intervenção de consolidação e restauro por parte da Direcção-Geral dos Edifícios e Monumentos Nacionais (DGEMN), quando foram desobstruídas as muralhas de algumas edificações a elas adossadas ao longo dos séculos e reconstruídas as linhas de ameias.
A partir de 1992, a Câmara Municipal procedeu a um projeto de revitalização do castelo, o que resultou na sua classificação como Imóvel de Interesse Público por Decreto de 30 de Novembro de 1993, e nas primeiras sondagens arqueológicas no interior do recinto com a construção de um núcleo museológico dedicado à Arqueologia do Concelho, sob a responsabilidade do arquiteto Fernando Varanda.
Em 2000 foi inaugurado no interior do Castelo de Alcoutim um museu que retrata a herança arqueológica do castelo e da região ao seu redor. Peças datadas do Neolítico até o Período Moderno podem lá ser vistas. Ainda dentro do castelo, num espaço separado do museu principal, há uma exposição permanente sobre jogos de tabuleiro Islâmicos do período mouro.

## Características
O castelo apresenta planta com formato retangular, com as dimensões aproximadas de 50 metros de comprimento por 40 de largura, em aparelho de pedra irregular. As pesquisas realizadas até ao momento não foram capazes de determinar a evolução histórica de seu traçado arquitetônico. Em nossos dias, apenas duas portas em arco ogival, uma das quais desentaipada recentemente, evocam a fase gótica do monumento.
De acordo com a planta oitocentista do general José Sande de Vasconcelos, o castelo apresentava dupla cintura de muralhas: a interior, de planta poligonal, reforçada por uma torre de planta circular em um dos ângulos, e a exterior, defendendo o castelo das águas do rio Guadiana, a Leste.